# Paul Capdeville
Paul Gerald Capdeville Castro (Santiago, 2 april 1983) is een voormalige Chileens tennisser. Hij is prof sinds 2002 en haalde voor het eerst de top 100 in 2007. Zijn hoogste plaats op de ATP-ranglijst is de 76e, die hij behaalde op 18 mei 2009.
Capdeville heeft in zijn carrière nog geen enkeltoernooi en één herendubbeltoernooi op zijn naam geschreven. Hij won ook acht challengers in het enkelspel. Zijn beste resultaat in het enkelspel op een grandslamtoernooi is de tweede ronde.

## Carrière

### Jaarverslagen

#### 2002 - 2005
Capdeville speelde tijdens deze jaren hoofdzakelijk futures- en challengertoernooien. Hij speelde zijn eerste ATP-toernooi in 2003 in Costa Do Sauipe, waar hij in de eerste ronde verloor. In 2005 won hij zijn eerste challenger, in Bogota. Hij nam dat jaar ook voor het eerst deel aan een grandslamtoernooi: de US Open, waar hij ook meteen zijn eerste zege op ATP-niveau behaalde door in de eerste ronde te winnen van Paul-Henri Mathieu. Capdeville sneuvelde vervolgens in de tweede ronde tegen Fernando Verdasco.

#### 2006 - 2009
In februari 2006 haalde hij zijn eerste ATP-kwartfinale in Memphis, die hij verloor van Kristof Vliegen. Op Roland Garros - het enige grandslamtoernooi waaraan hij dat jaar deelnam - haalde hij de tweede ronde.
Op de Australian Open en de US Open van 2007 haalde Capdeville de tweede ronde. Op Roland Garros sneuvelde hij al in de openingsronde. In januari won hij aan de zijde van Óscar Hernández zijn eerste ATP-dubbelspeltitel in Viña del Mar. In april won hij de challenger van Florianopolis en in juli haalde hij de kwartfinale van het ATP-toernooi van Washington. In oktober van 2007 haalde Capdeville voor het eerst de top 100. Hij sloot het jaar ook af binnen de top 100, op plaats 100.
In 2008 haalde Capdeville de tweede ronde op de Australian Open en op Roland Garros. Tijdens de zomer haalde hij de kwartfinale in Indianapolis en won hij de challenger van Binghamton. Hij wist zich te kwalificeren voor de US Open, maar werd in de eerste ronde uitgeschakeld. In het najaar won hij nog de challenger van Aracaju.
In februari 2009 haalde Capdeville de kwartfinale van het ATP-toernooi van Viña del Mar en in mei haalde hij de halve finale in Estoril. Op Roland Garros en Wimbledon verloor hij in de eerste ronde. In augustus won hij voor de tweede maal de challenger van Binghamton. Op de US Open werd hij in de tweede ronde uitgeschakeld. Eind 2009 zakte hij weer weg uit de top 100. Hij sloot het jaar af op plaats 129.

#### 2010 - 2011
De eerste helft van 2010 was weinig succesvol met vroege uitschakelingen of uitschakelingen in de kwalificaties in de toernooien waaraan hij deelnam. Op het einde van het jaar kwamen de twee beste prestaties van het jaar: finale op de challenger van Santiago en winst op de challenger van Guayaquil. Capdeville eindigde het jaar op plaats 165. Net zoals het jaar ervoor was 2011 maar matig. Zijn beste prestaties waren  de overwinningen op de challengers van Guadalajara in juni en die van Binghamton in augustus. Hij sloot het jaar af op plaats 131.

### Davis Cup
Capdeville speelde voor het eerst voor het Chileense Davis Cupteam in 2004, in een duel tegen Ecuador in Groep 1 van de Amerikaanse zone. Hij heeft in elk jaar van 2004 tot en met 2011 in de Davis Cup gespeeld. Tijdens deze periode speelde hij in totaal zestien enkelpartijen, waarvan hij er acht won, en vier dubbelpartijen, die hij allemaal verloor.

## Palmares
| Legenda                       | Legenda               |
| ----------------------------- | --------------------- |
| Grand Slam                    |                       |
| Olympische Spelen             |                       |
| tot 2009                      | vanaf 2009            |
| Tennis Masters Cup            | ATP Finals            |
| ATP Masters Series            | ATP Tour Masters 1000 |
| ATP International Series Gold | ATP Tour 500          |
| ATP International Series      | ATP Tour 250          |

### Enkelspel
| Nr.                  | Datum             | Toernooi      | Ondergrond | Tegenstander in finale | Score           |
| -------------------- | ----------------- | ------------- | ---------- | ---------------------- | --------------- |
| Gewonnen challengers |                   |               |            |                        |                 |
| 1.                   | 18 april 2005     | Bogota        | Gravel     | Pablo González         | 6-3, 6-4        |
| 2.                   | 23 april 2007     | Florianopolis | Gravel     | Juan Pablo Guzman      | 7-6, 6-0        |
| 3.                   | 4 augustus 2008   | Binghamton    | Hardcourt  | Rajeev Ram             | 4-6, 6-3, 6-1   |
| 4.                   | 29 september 2008 | Aracaju       | Gravel     | Thiago Alves           | 7-5, 6-4        |
| 5.                   | 10 augustus 2008  | Binghamton    | Hardcourt  | Kevin Anderson         | 7-6(7), 7-6(11) |
| 6.                   | 8 november 2010   | Guayaquil     | Gravel     | Diego Junqueira        | 6-3, 3-6, 6-3   |
| 7.                   | 20 juni 2011      | Guadalajara   | Hardcourt  | Pierre-Ludovic Duclos  | 7-5, 6-1        |
| 8.                   | 8 augustus 2011   | Binghamton    | Hardcourt  | Wayne Odesnik          | 7-6(4), 6-3     |

### Dubbelspel
| Nr.                              | Datum           | Toernooi         | Ondergrond | Partner         | Tegenstanders in finale               | Score          | Details        |
| -------------------------------- | --------------- | ---------------- | ---------- | --------------- | ------------------------------------- | -------------- | -------------- |
| Gewonnen finales herendubbel     |                 |                  |            |                 |                                       |                |                |
| 1.                               | 29 januari 2007 | ATP Viña del Mar | Gravel     | Óscar Hernández | Albert Montañés Rubén Ramírez Hidalgo | 4-6, 6-4, 10-6 | Details        |
| Gewonnen challengers herendubbel |                 |                  |            |                 |                                       |                |                |
| 1.                               | 31 oktober 2011 | Medellín         | Gravel     | Nicolás Massú   | Alessio Di Mauro Matteo Viola         | 6-2, 4-6, 10-8 | 6-2, 4-6, 10-8 |

## Prestatietabellen
| Legenda | Legenda                          |
| ------- | -------------------------------- |
| g.t.    | geen toernooi gehouden           |
| l.c.    | lagere categorie                 |
| –       | niet deelgenomen                 |
| G       | uitgeschakeld in de groepsfase   |
| 1R      | uitgeschakeld in de eerste ronde |
| 2R      | uitgeschakeld in de tweede ronde |
| 3R      | uitgeschakeld in de derde ronde  |
| 4R      | uitgeschakeld in de vierde ronde |
| KF      | uitgeschakeld in de kwartfinale  |
| HF      | uitgeschakeld in de halve finale |
| F       | de finale verloren               |
| W       | het toernooi gewonnen            |
| w-v     | winst/verlies-balans             |

### Prestatietabel enkelspel
Deze gegevens zijn bijgewerkt tot en met 2 januari 2012.
| Grandslamtoernooien   |                   |                   |                   |                   |                   |                   |      |      |      |      |        |
| Australian Open       | –                 | –                 | –                 | –                 | 2R                | 2R                | –    | –    | –    |      | 2-2    |
| Roland Garros         | –                 | –                 | –                 | 2R                | 1R                | 2R                | 1R   | –    | –    |      | 2-4    |
| Wimbledon             | –                 | –                 | –                 | –                 | –                 | –                 | 1R   | –    | –    |      | 0-1    |
| US Open               | –                 | –                 | 2R                | –                 | 2R                | 1R                | 2R   | –    | –    |      | 3-4    |
| Winst-verlies         | 0-0               | 0-0               | 1-1               | 1-1               | 2-3               | 2–3               | 1-3  | 0-0  | 0-0  | 0-0  | 29-36  |
| ATP World Tour Finals |                   |                   |                   |                   |                   |                   |      |      |      |      |        |
| ATP World Tour Finals | –                 | –                 | –                 | –                 | –                 | –                 | –    | –    | –    |      | 0-0    |
| ATP Masters 1000      |                   |                   |                   |                   |                   |                   |      |      |      |      |        |
| Indian Wells          | –                 | –                 | –                 | 1R                | 1R                | 1R                | –    | –    | –    |      | 1-5    |
| Miami                 | 1R                | 2R                | 1R                | –                 | 1R                | 1R                | 1R   | –    | 1R   |      | 1-7    |
| Monte Carlo           | –                 | –                 | –                 | 1R                | –                 | –                 | –    | –    | –    |      | 0-1    |
| Rome                  | –                 | –                 | –                 | –                 | –                 | –                 | –    | –    | –    |      | 0-0    |
| Hamburg               | –                 | –                 | –                 | –                 | –                 | –                 | l.c. | l.c. | l.c. | l.c. | 0-0    |
| Madrid                | –                 | –                 | –                 | –                 | –                 | –                 | –    | –    | –    |      | 0-0    |
| Montréal/Toronto      | –                 | –                 | –                 | –                 | –                 | –                 | –    | –    | –    |      | 0-0    |
| Cincinnati            | –                 | –                 | –                 | –                 | –                 | 1R                | –    | –    | –    |      | 0-1    |
| Shanghai              | geen Masters 1000 | geen Masters 1000 | geen Masters 1000 | geen Masters 1000 | geen Masters 1000 | geen Masters 1000 | –    | –    | –    |      | 0–0    |
| Parijs                | –                 | –                 | –                 | –                 | –                 | –                 | –    | –    | –    |      | 0-0    |
| Statistieken          |                   |                   |                   |                   |                   |                   |      |      |      |      |        |
| Totaal aantal titels  | 0                 | 0                 | 0                 | 0                 | 0                 | 0                 | 0    | 0    | 0    | 0    | 0      |
| Totaal winst-verlies  | 0-1               | 1-1               | 2-2               | 9-11              | 13-12             | 6-15              | 9-16 | 1-2  | 2-9  | 0-0  | 43-69  |
| Eindejaarsranking     | 447               | 390               | 134               | 149               | 100               | 112               | 129  | 165  | 131  |      | n.v.t. |

N.B. "l.c." = lagere categorie

### Prestatietabel dubbelspel (grand slam)
| Grandslamtoernooien   |     |     |     |     |     |     |        |
| Australian Open       | –   | –   | –   | –   | –   |     | 0-0    |
| Roland Garros         | –   | 1R  | –   | –   | –   |     | 0-1    |
| Wimbledon             | –   | –   | –   | –   | –   |     | 0-0    |
| US Open               | –   | –   | –   | –   | –   |     | 0-0    |
| Winst-verlies         | 0-0 | 0-1 | 0-0 | 0-0 | 0-0 | 0-0 | 0-1    |
| ATP World Tour Finals |     |     |     |     |     |     |        |
| ATP World Tour Finals | –   | –   | –   | –   | –   |     | 0-0    |
| Statistieken          |     |     |     |     |     |     |        |
| Totaal aantal titels  | 1   | 0   | 0   | 0   | 0   | 0   | 1      |
| Eindejaarsranking     | 188 | 655 | 669 | 521 | 372 |     | n.v.t. |